# Nargaroth
Nargaroth je německá black metalová skupina vedená Kanwulfem.

## Historie
Nargaroth založil René "Kanwulf" Wagner v roce 1996, ale první nahrávky, které de facto spadají pod skupinu, vznikly už v roce 1989. Debutové album Herbstleyd vyšlo v roce 1998 u německého vydavatelství No Colours Records. Nargaroth byla obvykle one-man skupinou, načas se ale přidávali další hudebníci. V roce 2001 vydala album Black metal ist Krieg, které se stalo hitem. Na albu se ale také objevily spousty fotografií s nacistickou tematikou, přestože členové Nargarothu jakékoliv napojení na neonacisty popírají. Podle Kanwulfa tam fotografie dal kvůli svým příbuzným, kteří sloužili u Wehrmachtu (citace: "Nebyli nacisté, ale přesto se na ně plive" a "pořád se litují Američani nebo Rusové, ale to, že většina Němců ve válce také trpěla, nikoho nezajímá"). Od té doby Nargaroth vydal několik alb, ale ani jedno už nikdy nedosáhlo takové popularity jako Black metal ist Krieg.

## Zajímavosti
- Skupina vytvořila coververzi skladby Písně pro Satana české skupiny Root, která je slavnější než originál.
- Vydali jen jedno koncertní album – Crushing Some Belgian Scum (Drcení belgické špíny) v roce 2004.

## Diskografie
- Orke (demo) (1996-1998)
- Herbstleyd (demo) (1998)
- Herbstleyd (1998)
- Amarok (2000)
- Fuck Off Nowadays Black Metal (demo) (2000)
- Black Metal ist Krieg (2001)
- Rasluka Part II (2002)
- Geliebte des Regens (2003)
- Crushing Some Belgian Scum (live) (2004)
- Rasluka Part I (2004)
- Prosatanica Shooting Angels (2004)
- Semper Fidelis (2007)
- Semper Fidelis Boxset (2007)
- Jahreszeiten (2009)
- Spectral Visions of Mental Warfare (2011)
- Era of Threnody (2017)